# Peter Lankhorst

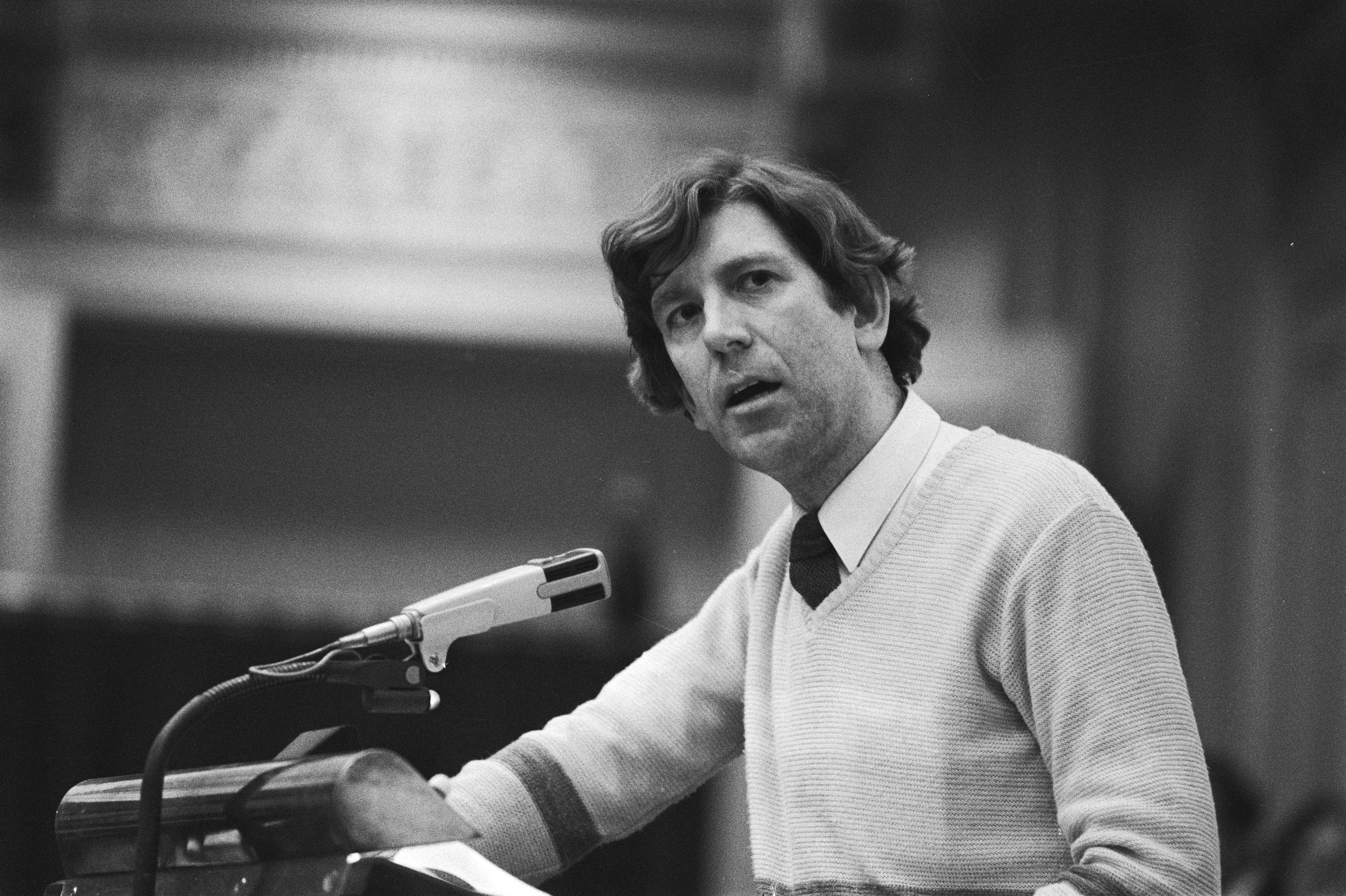
Peter Lankhorst

Peter Lankhorst (* 1. Januar 1947 in Zwolle) ist ein niederländischer Politiker der GroenLinks.

## Leben
An der Universiteit van Amsterdam studierte Lankhorst bis 1974 Politikwissenschaften. Lankhorst war von 1972 bis 1990 Mitglied der Partei Politieke Partij Radikalen. 1990 wurde er Mitglied der Partei GroenLinks. Lankhorst war vom 10. Juni 1981 bis 17. Mai 1994 Abgeordneter in der Zweiten Kammer der Generalstaaten. Vom 21. April 1993 bis 5. Mai 1994 war Lankhorst als Nachfolger von Ria Beckers parlamentarischer Fraktionsführer von GroenLinks in der Zweiten Kammer der Generalstaaten. Ihm folgte als Fraktionsführer Paul Rosenmöller. Vom 21. April 1993 bis 22. Februar 1994 war Lankhorst als Nachfolger von Ria Beckers Parteivorsitzender von GroenLinks. Ihm folgte als Parteivorsitzende Ina Brouwer. Während seiner Abgeordnetenzeit war Lankhorst offen homosexuell geoutet. Als Vorsitzender leitet er das Team Forum Interventieteam: Veiligheid en Jeugd in Amsterdam.

## Auszeichnungen und Preise (Auswahl)
- 1994: Ritter des Orden vom Niederländischen Löwen